# 贯塘乡
贯塘乡，是中华人民共和国湖南省衡陽市衡山县下辖的一个乡镇级行政单位。

## 行政区划
贯塘乡下辖以下地区：
迎龙社区、东阳村、枫林村、晓冲村、朝阳村、响塘村、老湾村、新塘村、密竹村、义母村、板仓村、司马村、梓塘村、天托村、五星村、石丰村、义丰村和迎风村。